# Paul Drumaru
Paul Drumaru, eredeti nevén Paul-Toma Deutsch (Gyulafehérvár, 1938. december 5. – 2016. január 21.) román regény- és esszéíró, költő, műfordító, számos magyar irodalmi mű fordítója.

## Életpályája
Paul Drumaru iskoláit Gyulafehérváron és Nagyváradon végezte, utána volt könyvelő és könyvtáros. 1966-ban a jászvásári tudományegyetemen elvégezte a román nyelv és irodalom szakot. 1964-ben többedmagával létrehozta a Lunar 11 művészcsoportot. Korrektorként tevékenykedett a Cronica folyóiratnál, irodalmi kritikusként a jászvásári Nemzeti Színháznál, majd 1971-től 1998-ig szerkesztőként a Kriterion Könyvkiadónál Bukarestben.

## Munkássága
A Partium című újságban debütált Nagyváradon 1957-ben. Megjelentek munkái a Tribuna, a Cronica, a Convorbiri literare, a Iaşul literar, az Ateneu, a Luceafărul, a Contemporanul, a Viaţa românească, a Secolul 20 román lapokban, valamint A Hétben, a Magyar Naplóban (Budapest), a Provinciában (Kolozsvár), és a Lettres internationales folyóiratban.
A Romániai Írószövetségtől négyszer nyert díjat magyar műfordításaiért (1972, 1976, 1981, 1986), egyszer a Bukaresti Írószövetségtől (1996), majd elnyerte az Artisjus-díjat (Budapest, 1977), a Déry Tibor-díjat (1987), megkapta a Pro Cultura Hungarica oklevelet és plakettet (1997).

### Művei
- Ochii necesari (A szükséges szemek), Bukarest, 1968
- Făptura (A szerzet), Bukarest, 1975
- Vizionarea (A főpróba), Bukarest, 1980

### Magyarul
- A szerzet; ford. Csiki László; Albatrosz, Bukarest, 1979
- Főpróba. Regény; ford. Beke Mihály András; Európa, Bp., 1989
- Transzland – Az én magyar költőim, 1999

### Fordításai
Románra fordította többek között Ady Endre, Babits Mihály, Bálint Tibor, Csiki László, Deák Tamás, Farkas Árpád, Horváth István, József Attila, Kányády Sándor, Kemény János, Király László, Kiss Gy Csaba, Konrád György, Kovács András Ferenc, Markó Béla, Méliusz József, Mózes Attila, Örkény István, Salomon Ernő, Szilágyi Domokos, Pilinszky János, Vásárhelyi Géza, Visky András és Visky S. Béla műveit.